# Mercury (automòbil)
Mercury és una marca d'automòbils construïts als Estats Units per Ford Motor Company fundada l'any 1939, per competir en el mercat de cotxes de semi-luxe, com una marca que ocupa l'espai existent entre la popular Ford Motor Company i la luxosa Lincoln. Mercury vindria a correspondre's amb la Buick de General Motors o amb la Chrysler.
El nom de Mercury es correspon a la divinitat romana Mercuri, el "missatger dels déus", que simbolitza "formalitat, eloqüència, velocitat i habilitat (dependability, eloquence, speed and skill).
Mercury va vendre's als mercats dels Estats Units, Mèxic, Puerto Rico, Illes Virgin (EUA) i l'Orient Mitjà. El 1999 tots els models de Mercury passaren a vendre sota el nom de Ford a Mèxic i al Canadà (malgrat el Grand Marquis seguia venent-se amb la marca Mercury), però als anys 2000 Mercury va tornar-se a comercialitzar a Mèxic.

## Història
Edsel Ford va veure una oportunitat d'or per crear una gamma de vehicles que podien omplir l'espai existent entre Ford Motor Company i Lincoln. La idea és crear vehicles grans, amb estil i moderns, però econòmics.
El dissenyador en cap Bob Gregorie va crear el disseny del primer Mercury, el Mercury Eight, de 95 cv (10 cv més que el Ford V8). El 1939, el primer any de Mercury, va vendre's més de 17.000 vehicles.
El 1941 més de 98.000 Mercury van fabricar-se per complir la demanda, per un total de 155.000 vehicles venuts des de l'entrada al mercat del Mercury Eight. Després de la Segona Guerra Mundial Ford Motor Company separa Mercury d'ella i l'agrupa amb Lincoln.

### Lincoln Mercury

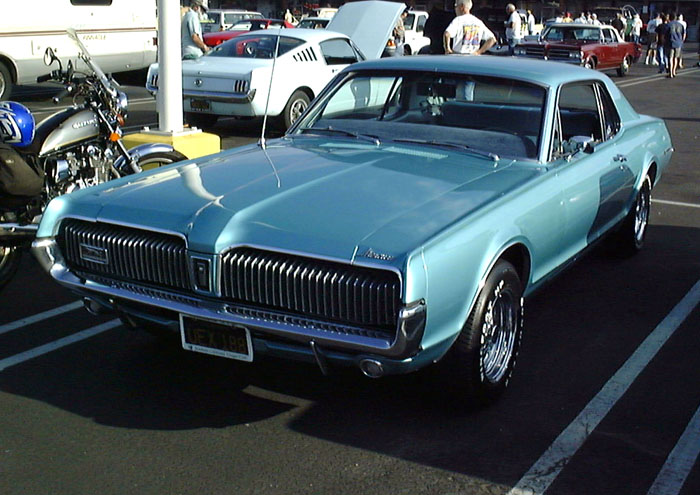
Mercury Cougar del 1967

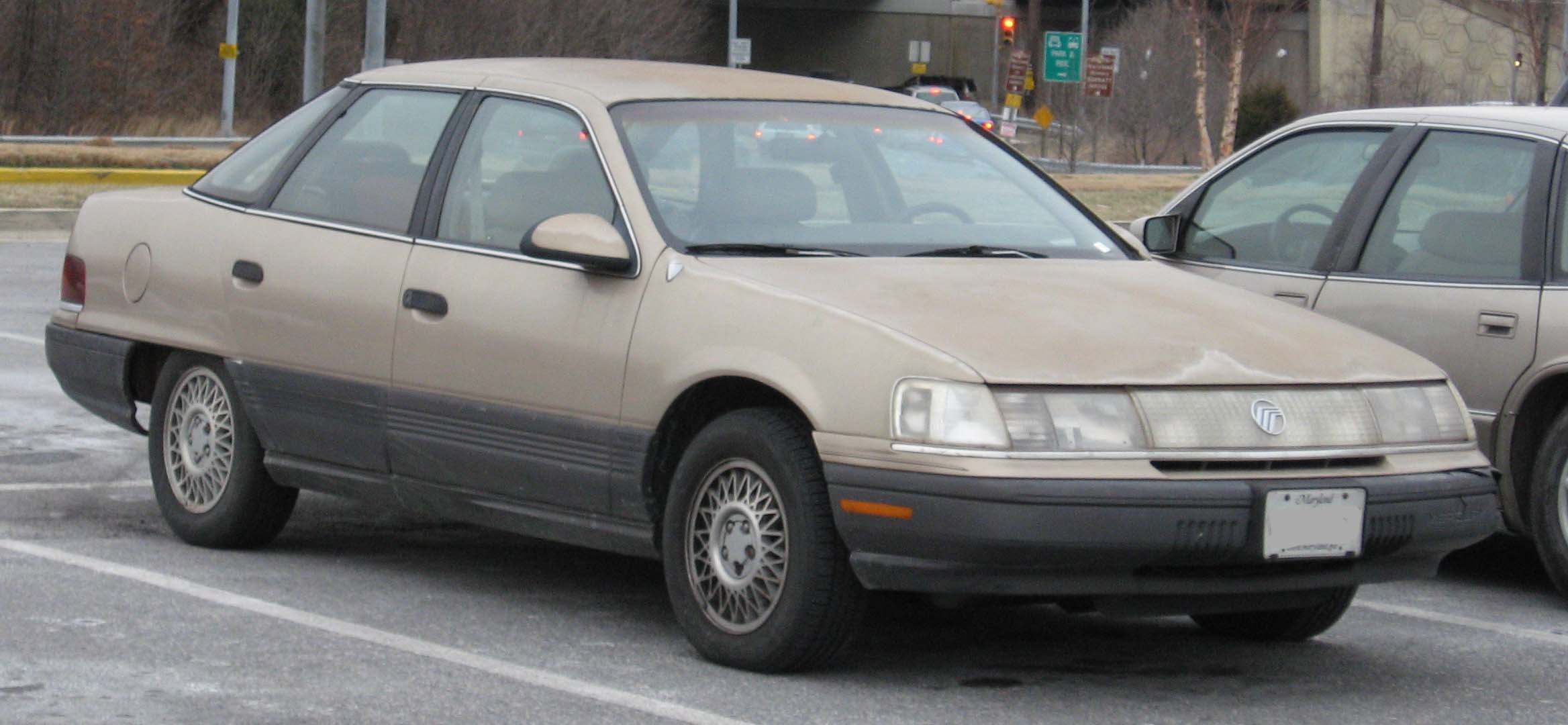
Mercury Sable del 1989-1991

El 1951 els Mercury estrenen la primera transmissió automàtica, la "Merc-O-Matic". La fama de Mercury de vehicles innovadors i de prestacions va consolidar-se. Per exemple, a la pel·lícula "Rebel Without A Cause", James Dean conduïa un Mercury personalitzat del 1949.
Als anys 1960 va presentar-se el Comet i el Meteor; aquest primer va cobrir 100.000 milles amb una mitjana de velocitat de 105 mph a la Daytona International Speddway Durability Run del 1963. El 1967, es presenta el Cougar, i al mateix any, guanya el premi Car of the Year de la revista Motor Trend.
Als anys 1970 la crisi de l'oli va afectar Mercury, i aquesta va respondre amb una gamma de vehicles més eficients, com el Mercury Capri o el Bobcat i un nou Cougar XR-7. En total, 621.152 Mercurys venuts i una quota de mercat d'un 6,75%.
Als anys 1980 cal esmentar la introducció del Grand Marquis i, el 1986, el Mercury Sable, amb un disseny aerodinàmic radical, que reduïa la resistència de l'aire i augmentava l'eficiència energètica; el Sable esdevindrà el major èxit de Mercury.
Als anys 1990 apareix el primer tot-terreny, la Mercury Mountaineer i el Cougar rep un disseny nou, amb la línia "new-edge".

### Mercury del segle XXI
Després que el Cougar i el Sable desapareixen de la gamma, Mercury presenta el Mountaineer amb una un nou disseny que trenca amb els anteriors i ofereix una nova imatge corporativa. El Milan i el Montego constitueixen els nous models de Mercury, encara que el 2008, retorna el Sable, que substitueix al discret Montego. També pel 2008 apareix la Mariner Hybrid, la versió híbrida del tot-terreny lleuger de Mercury.
No s'ha de deixar de banda que el 2006 Mercury va estar sota mínims. De fet, la introducció del Milan, Montego i Mariner van ajudar a donar-li una espenta a Mercury, a part que en els concessionaris Lincoln també es venen els Mercury.

### Logotip

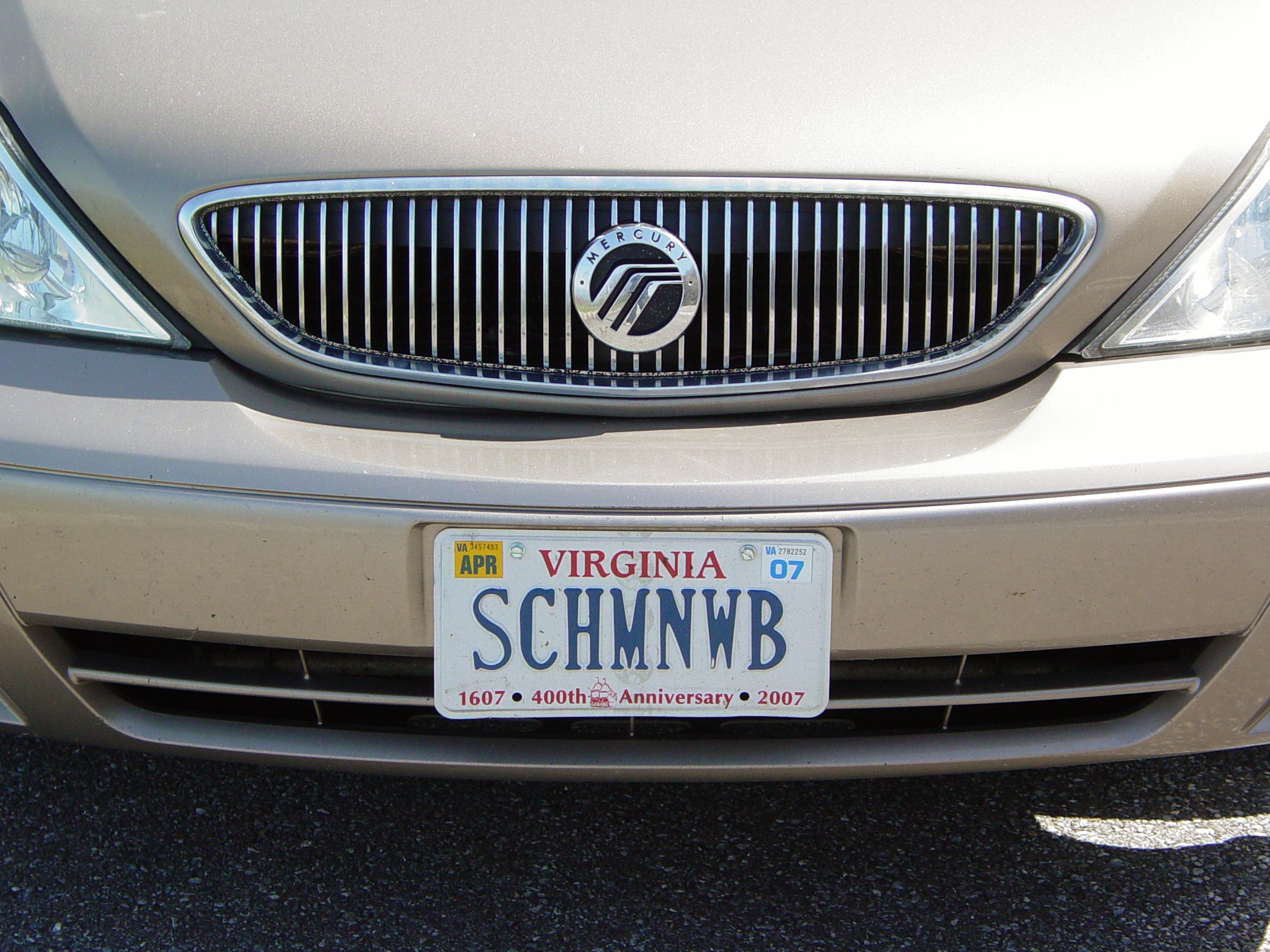
El logotip "waterfall" al frontal d'un Mercury Sable

El primer logotip va ser el seu nom "Mecury". Als models dels anys 1950 era una "M" amb barres horitzontals; en algunes publicitats apareixia com "The Big M".
Durant els anys 1960 i fins a mitjans dels 1980 Mercury usa el "Sign of the Cat" (signe d'un gat) en el seu Cougar. El Lynx i el Bobcat l'incloïen, així com alguns Marquis i Marquis.
A mitjans dels 1980, el logotip es converteix amb una estilitzada lletra M, anomenada "the Waterfall" (la cascada) i per altres, la "Winding Road". Aquest v ser usat en el Mercury Topaz del 1984 i el va seguir el Mercury Sable. Els motius d'usar aquest logotip, que avui dia segueix usant-se, és un misteri, encara que alguns justifiquen que aquest logotip representa una ala estilitzada, en elusió a la divinitat. Des del 1999, a més, acompanya el nom de "Mercury" en la part superior del logotip.

## Models fabricats per Mercury
- Mercury Bobcat (1975-1980)
- Mercury Brougham (1967-1968)
- Mercury Capri (1979-1986, 1991-1994)
- Mercury Colony Park (1957-1991)
- Mercury Comet (1960-1977)
- Mercury Commuter
- Mercury Custom (1956)
- Mercury Cyclone (1964-1972)
- Mercury Eight
- Mercury LN7 (1982-1983)
- Mercury Lynx (1981-1987)
- Mercury M-Series (1946-1968, Canadà)
- Mercury Marquis (1967-1986)
- Mercury Medalist
- Mercury Meteor (1962-1963)
- Mercury Monarch (1975-1980)
- Mercury Montclair (1955-1960, 1964-1968)
- Mercury Montego (1968-1976, 2005-2007)
- Mercury Monterey (1950-1974)
- Mercury Mystique (1995-2000)
- Mercury Park Lane (1958-1960, 1964-1968)
- Mercury Park Lane Brougham (1967-1968)
- Mercury S-55
- Mercury Topaz (1984-1994)
- Mercury Tracer (1988-1999)
- Mercury Turnpike Cruiser (1957-1958)
- Mercury Voyager
- Mercury Zephyr (1978-1983)
- Mercury Marauder (1963½-1965, 1969-1970, 2003-2004)
- Mercury Cougar (1967-1997, 1999-2002)
- Mercury Villager (1993-2002)

Gamma actual
- Mercury Grand Marquis (1983-actualitat)
- Mercury Mariner (2005-actualitat)
- Mercury Mariner Hybrid (2006-actualitat)
- Mercury Milan (2006-actualitat)
- Mercury Montego (1968-1976, 2005-2007)
- Mercury Monterey (1950-1974, 2004-actualitat)
- Mercury Mountaineer (1997-actualitat)
- Mercury Sable (1986-2005, 2008-)